# 원더풀 마마
《원더풀 마마》는 2013년 4월 13일부터 2013년 9월 22일까지 방영된 SBS 주말극장이다. 시장 상인 출신의 사채업자가 치매에 걸리면서 철없는 삼남매를 길들이는 내용을 담은 이야기이다. 윤류해 PD가 연출하고 박현주 작가 극본을 맡았다. 3H(Happy, Healing, Hot)을 슬로건으로 내세웠다.

## 등장 인물

### 주요 인물

#### 영채네
- 배종옥 : 윤복희 역 - 윤캐피탈 대부 회장
- 정유미 : 고영채 역 (아역 이영은) - 윤복희의 딸
- 김지석 : 고영수 역 - 윤복희의 첫째 아들, 고영채의 쌍둥이 동생
- 박보검 : 고영준 역 - 윤복희의 막내 아들

#### 훈남네
- 정겨운 : 장훈남 역 - 대호리치 투자홀딩스 팀장
- 안내상 : 장기남 역 (아역 노태엽) - 나라패션 사장, 장훈남의 형
- 견미리 : 김영이 역 - 장기남의 아내
- 유영 : 장고은 역 - 장기남의 외딸

### 주변 인물
- 김청 : 최은옥 역 - 대호그룹 이사장, 이범서의 전 아내
- 유인영 : 이수진 역 - 대호리치 투자홀딩스 대리
- 이민우 : 이장호 역 - 대호리치 투자홀딩스 대표
- 이청아 : 오다정 역 - 고영채의 유일한 단짝친구, 대호그룹 맏며느리
- 황재원 : 이지우 역 - 오다정과 이장호의 아들
- 윤주희 : 김난희 역 - 이장호의 비서 & 내연녀
- 이석준 : 한동수 역 - 대호 종합병원 신경외과 의사
- 정경호 : 샤샤킴 역 - 본명 김춘봉, 나라패션 디자이너
- 이경실 : 제갈점순 역 - 샤샤의 아내
- 허정은 : 김하필 역 - 샤샤킴과 제갈점순의 딸
- 이석준 : 한동수 역 - 윤복희의 보디가드 겸 수행비서

### 그 외 인물
- 황동주 : 홍윤재 역
- 선우재덕 : 이범서 역 - 최은옥의 전남편
- 윤지민 : 한세아 역
- 나광훈 : 웨인 왕 역
- 채경선 : 결혼식 진행자 역
- 최민 : 웨인 왕 비서 역
- 유일 : 고영준의 친구 역
- 이현욱
- 서지승
- 이미은
- 정이연

## 시청률
아래의 파란색 숫자는 '최저 시청률'이고, 빨간색 숫자는 '최고 시청률'입니다. 시청률조사회사와 지역별로 시청률에 차이가 있을 수 있습니다.
| 2013년      | 2013년      | 2013년         | 2013년       | 2013년         | 2013년       |
| 회차        | 방송일      | TNmS 시청률    | TNmS 시청률  | AGB 시청률     | AGB 시청률   |
| 회차        | 방송일      | 대한민국(전국) | 서울(수도권) | 대한민국(전국) | 서울(수도권) |
| ----------- | ----------- | -------------- | ------------ | -------------- | ------------ |
| 제1회       | 4월 13일    | 7.7%           | 8.4%         | 7.7%           | 8.2%         |
| 제2회       | 4월 14일    | 7.6%           | 8.5%         | 8.0%           | 8.3%         |
| 제3회       | 4월 20일    | 8.0%           | 9.0%         | 7.8%           | 8.5%         |
| 제4회       | 4월 21일    | 7.8%           | 8.2%         | 8.5%           | 8.8%         |
| 제5회       | 4월 27일    | 6.5%           | 6.8%         | 7.0%           | 6.6%         |
| 제6회       | 4월 28일    | 6.5%           | 7.0%         | 7.4%           | 7.8%         |
| 제7회       | 5월 4일     | 6.4%           | 6.4%         | 7.1%           | 7.2%         |
| 제8회       | 5월 5일     | 6.3%           | 6.6%         | 7.4%           | 8.2%         |
| 제9회       | 5월 11일    | 6.4%           | 6.1%         | 6.3%           | 6.5%         |
| 제10회      | 5월 12일    | 7.0%           | 6.9%         | 7.1%           | 8.4%         |
| 제11회      | 5월 18일    | 6.6%           | 6.4%         | 7.3%           | 8.3%         |
| 제12회      | 5월 19일    | 7.0%           | 7.5%         | 7.5%           | 8.7%         |
| 제13회      | 5월 25일    | 6.8%           | 6.9%         | 6.4%           | 7.4%         |
| 제14회      | 5월 26일    | 7.0%           | 7.2%         | 7.5%           | 7.8%         |
| 제15회      | 6월 1일     | 6.5%           | 6.9%         | 7.1%           | 7.1%         |
| 제16회      | 6월 2일     | 6.6%           | 7.2%         | 6.2%           | 6.8%         |
| 제17회      | 6월 8일     | 7.0%           | 7.1%         | 7.1%           | 7.2%         |
| 제18회      | 6월 9일     | 6.2%           | 6.9%         | 6.0%           | 6.6%         |
| 제19회      | 6월 15일    | 7.0%           | 7.4%         | 6.6%           | 6.8%         |
| 제20회      | 6월 16일    | 5.5%           | 5.7%         | 6.4%           | 7.1%         |
| 제21회      | 6월 22일    | 6.3%           | 6.6%         | 6.6%           | 6.4%         |
| 제22회      | 6월 23일    | 6.8%           | 7.0%         | 7.7%           | 7.5%         |
| 제23회      | 6월 29일    | 6.2%           | 6.9%         | 6.3%           | 6.3%         |
| 제24회      | 6월 30일    | 6.4%           | 6.5%         | 6.8%           | 6.8%         |
| 제25회      | 7월 6일     | 5.9%           | 6.8%         | 6.3%           | 6.5%         |
| 제26회      | 7월 7일     | 8.4%           | 9.3%         | 9.2%           | 9.0%         |
| 제27회      | 7월 13일    | 7.3%           | 8.5%         | 6.8%           | 7.7%         |
| 제28회      | 7월 14일    | 6.7%           | 6.8%         | 7.4%           | 8.0%         |
| 제29회      | 7월 20일    | 6.7%           | 7.0%         | 7.0%           | 7.0%         |
| 제30회      | 7월 21일    | 8.1%           | 9.2%         | 7.5%           | 8.2%         |
| 제31회      | 7월 27일    | 6.6%           | 6.6%         | 6.6%           | 6.8%         |
| 제32회      | 7월 28일    | 6.5%           | 6.7%         | 6.9%           | 7.2%         |
| 제33회      | 8월 3일     | 7.6%           | 8.0%         | 7.7%           | 7.6%         |
| 제34회      | 8월 4일     | 8.0%           | 7.7%         | 7.0%           | 7.5%         |
| 제35회      | 8월 10일    | 7.5%           | 7.9%         | 7.4%           | 7.8%         |
| 제36회      | 8월 11일    | 7.5%           | 8.0%         | 7.0%           | 7.5%         |
| 제37회      | 8월 17일    | 8.0%           | 8.4%         | 7.4%           | 7.3%         |
| 제38회      | 8월 18일    | 7.4%           | 7.5%         | 7.7%           | 8.0%         |
| 제39회      | 8월 24일    | 7.4%           | 7.3%         | 7.2%           | 6.9%         |
| 제40회      | 8월 25일    | 7.3%           | 7.1%         | 8.2%           | 8.1%         |
| 제41회      | 8월 31일    | 6.7%           | 7.4%         | 7.5%           | 7.7%         |
| 제42회      | 9월 1일     | 6.9%           | 7.4%         | 7.6%           | 7.8%         |
| 제43회      | 9월 7일     | 6.9%           | 7.1%         | 7.1%           | 7.0%         |
| 제44회      | 9월 8일     | 6.7%           | 7.0%         | 7.4%           | 7.6%         |
| 제45회      | 9월 14일    | 6.5%           | 7.3%         | 7.8%           | 7.8%         |
| 제46회      | 9월 15일    | 7.3%           | 7.8%         | 7.8%           | 7.5%         |
| 제47회      | 9월 21일    | 7.3%           | 7.2%         | 8.1%           | 7.7%         |
| 제48회      | 9월 22일    | 7.7%           | 8.3%         | 8.4%           | 8.4%         |
| 평균 시청률 | 평균 시청률 | 7.0%           | 7.3%         | 7.3%           | 7.5%         |

## 참고 사항
- 작가의 전작 <황금신부>에서 그랬던 것(김경식 박미선)[3]처럼 코미디언 출신 배우(이경실)가 출연했다.
- 최은옥 역의 김청은 이범서 역의 선우재덕과 초등학교 동창 사이이다.[4]

## 같이 보기
- 최고다 이순신 (KBS2, 2013년 3월 9일 ~ 2013년 8월 25일)
- 왕가네 식구들 (KBS2, 2013년 8월 31일 ~ 2014년 2월 16일)
- 금 나와라, 뚝딱! (MBC, 2013년 4월 6일 ~ 2013년 9월 22일)
- 궁중잔혹사: 꽃들의 전쟁 (JTBC, 2013년 3월 23일 ~ 2013년 9월 8일)
- 맏이 (JTBC, 2013년 9월 14일 ~ 2014년 3월 16일)